# Възнесение Господне (Горно Хърсово)
„Възнесение Господне“ или „Свети Спас“ е българска църква в горноджумайското село Горно Хърсово, България, част от Неврокопска епархия на Българската православна църква.

## История
Църквата е построена в 1922 година по инициатива на свещеник Иван Парашкански с дарения от местното население и околните села. Храмът постепенно се занемарява, но в 2019 година благодарение на дарения и доброволен труд е възстановен.